# Neomezia
Neomezia é um género botânico pertencente à família Theophrastaceae.
1. ↑  «Neomezia — World Flora Online». www.worldfloraonline.org. Consultado em 19 de agosto de 2020